# Андросовская волость
Андро́совская во́лость — упразднённая административно-территориальная единица, существовавшая в составе Дмитровского уезда Орловской губернии.
Административным центром было село Андросово.

## География
Располагалась на юго-востоке уезда. Относилась ко 2-му мировому участку уезда. Основным водотоком волости была река Песочная. Граничила с Большебобровской и Веретенинской волостями.

## История
Образована в ходе крестьянской реформы 1861 года. В 1864 году в волости было 9 сельских обществ, проживало 1257 человек (1187 крестьянина и 70 дворовых). В 1866 году в волости проживало 856 временнообязанных крестьян и 350 собственников. Упразднена до 1877 года путём присоединения к Большебобровской волости.